# Трескин, Иван Львович
Иван Львович Трескин (1761 — после 1817) — русский вице-адмирал.

## Биография
12 апреля 1773 года зачислен в Морской кадетский корпус, который окончил 1 мая 1777 года с производством в чин гардемарина.
1 мая 1779 года произведен в чин мичмана, а 1 января 1782 года — в чин лейтенанта.
В 1786—1787 годах командуя транспортным судном № 1 перевозил грузы для Александровского пушечного завода из Санкт-Петербурга в Петрозаводск.
В 1788 году на 66-пушечном корабле «Мстислав» участвовал в Гогландском сражении, затем плавал в финских шхерах, перехватывая отдельные шведские корабли. 1 мая 1789 года произведен в чин капитан-лейтенанта с назначением на 100-пушечный корабль «Кир Иоанн», на котором участвовал в Эландском, Ревельском и Выборгском сражениях и за отличия награждён орденом Св. Владимира 4-й степени с бантом и золотой шпагой «За храбрость».
23 сентября 1797 года произведен в чин капитана 2-го ранга и назначен командиром 74-пушечного корабля «Принц Густав» и в эскадре вице-адмирала М. К. Макарова послан в Англию, но корабль после шторма затонул, а команда спаслась на шлюпках. Трескин был назначен командовать кораблем «Исидор» и участвовал в Голландской экспедиции. 28 ноября 1799 года произведен в чин капитана 1-го ранга.
26 ноября 1802 года «за осьмнадцать шестимесячных морских компаний» награждён орденом Св. Георгия 4-й степени.
9 января 1803 года произведен в чин капитан-командора. В 1805 году командуя 130-пушечным кораблем «Гавриил» в составе эскадры под командованием адмирала Е. Е. Тета участвовал в перевозке десантных войск из Кронштадта, Риги и Ревеля в Шведскую Померанию.
1 января 1808 года Трескин был произведен в чин контр-адмирала и переведен на Черноморский флот, где в 1808—1810 годах командовал эскадрой, назначенной действовать у кавказских берегов, и участвовал в боевых операциях против турок. В 1811 году снова переведен на Балтийский флот и в следующем году, находясь в эскадре адмирала Е. Е. Тета, плавал в Англию. В 1813 году, командуя эскадрой из трех линейных кораблей, фрегата и брига, плавал у берегов Франции и Голландии и участвовал в сражении под Флиссингеном. В 1814 году находился при блокаде Берген-оп-Зома и взятии его десантным отрядом, за что награждён орденом Св. Анны 1-й степени. После окончания военных действий на своих кораблях перевозил войска Гвардейского корпуса в Петербург.
30 августа 1814 года произведен в чин вице-адмирала и назначен командовать 3-й дивизией Балтийского флота.
23 августа 1817 года уволен в отставку с мундиром и пенсией.